# 언어공동체
언어공동체(영어: Speech community)는 사회언어학에서 사용되는 용어로, 집단 내에서 서로 받아들여지는 방식으로 의사소통을 하는 개별적 언어집단을 부르는 말이다.

## 정의
1. 말을 수단으로 상호작용하는 사람들의 집단(Bloomfield, 1933)
2. 공통언어를 사용하여 직접 또는 간접으로 의사소통을 하는 사람들 전체(Hockett, 1958)
3. 하나의 언어를 사용하든지 아니면 여러 언어를 사용하든지 간에 사회적 상호작용을 빈번히 함으로써 함께 결합된 사회적 집단(Gumperz, 1962)
4. 공유하는 언어기호를 사용하여 정규적으로 그리고 빈번하게 상호작용을 하고 언어 사용상의 차이로 인하여 다른 집단과는 구분되는 인간의 집단(Gumperz, 1968)
5. 언어공동체란 주어진 언어나 방언을 사용하는 모든 사람을 의미한다(Lyons, 1970)
6. 언어 사용에 있어 같은 규범을 사용하는 집단 - 델 하임즈
7. 일련의 규범이나 표준을 공유하는 집단(Labov, 1972). 이 경우 개개인의 언어 행위를 관찰하면 일련의 규범을 개인이 얼마나 지키고 사용하는지 알 수 있다. 따라서 특정 수준의 용법에 관한 추상적 변이 패턴의 일관성으로 언어공동체를 정의할 수 있다.[1]

## 설명
윌리엄 라보프에 의하면 언어공동체는 구성원들이 동일한 형태의 언어를 사용하는 공동체로 정의되는 것이 아니라 규범성(normativity)에 의해 정의된다. 언어공동체의 구성원이 같은 형태의 언어를 사용하거나 혹은 사용에 있어 같은 규범을 가져야 한다는 것이 아니라 구성원들은 가치에 대한 동일한 규범 체계를 가져야 한다는 것이다. 따라서 규범성은 언어의 공공성(publicness) 그리고 개인의 언어 사용을 제약하는 사회 체제 내에서의 통합된 역할을 수행한다.
라보프는 “모두 같은 형태의 언어를 사용하는 화자로 구성된 공동체”라는 언어공동체의 정의에는 반대하지만, 사실상 언어공동체를 형태적 속성에 의해 정의해 왔다. 그가 연구한 뉴욕시의 화자들이나, 필라델피아의 백인 인구 역시 언어공동체로 정의되었다. 그렇다고 이것이 모든 영어사용자를 하나의 집단으로 볼 수 있다는 얘기는 아니다. 그 안에도 여러 가지 변이가 있으며 그 변이에 주목하는 것이 사회언어학이기 때문이다.
델 하임즈는 사회언어학을 분류하는 단위로서 언어가 아닌 언어 공동체를 꼽았다. 그는 언어 공동체를 정의하는 데 있어서 언어만을 고려하는 것은 불충분하다고 보고, 언어 공동체를 “언어를 수행하고 해석하는 데 같은 규칙을 공유하는 집단이나 적어도 하나 이상의 언어 변이를 공유하는 집단”으로 정의하였는데 이 두 가지 모두가 꼭 필요한 것이라고 하였다. 언어 공동체에 속하는 사람이라면 언어뿐만 아니라 무엇을 말해야 할지를 알아야 하는 것으로 보아, 언어가 아닌 사회의 입장에서 언어 공동체를 정의하였다.
좀 더 효과적으로 설명하기 위해 하임즈는 몇가지 구분을 했다.
- language field : 문법과 같은 언어의 규칙을 아는 것
- speech field : 의사소통능력과 같은 언어 활용의 규칙을 아는 것
- speech network : language field + speech field

중복언어공동체(over-lapping speech communities) : 하나의 언어 공동체가 반드시 하나의 언어만을 가지지 않아도 되며, 한 사람이 동시에 둘 이상의 여러 언어 공동체에 속하면서 각 언어 공동체마다 다른 대화규칙을 추가하거나 대치함으로써 언어행위규범을 전환할 수 있는 공동체 - 사비유와 트로이케(Saville-Troike)

## 같이 보기
- 언어 능력